# Bacteria ploiaria
Bacteria ploiaria är en insektsart som först beskrevs av John Obadiah Westwood 1859.  Bacteria ploiaria ingår i släktet Bacteria och familjen Diapheromeridae. Inga underarter finns listade.